# Tim James
Tim James é um backing vocal, compositor e produtor musical estado-unidense. James começou sua carriera em 2000, quando começou a escrever músicas para artistas da Hollywood Records. James foi quem escreveu as músicas "Come Back to Me" de Vanessa Hudgens, "See You Again", "Can't Be Tamed", e "Who Owns My Heart" de Miley Cyrus, e '"Love You Like a Love Song" de Selena Gomez & The Scene. James colabora com Antonina Armato, Toby Gad e Paul Palmer, e é junto a eles co-fundador do grupo "The Rock Mafia", em Santa Mônica (Califórnia). Tim James e seus parceiros venderam mais de 20 milhões de álbuns.  Rock Mafia é uma produtora musical que presta serviços exclusivamente a Disney Music Group e a seus artistas.

## Discografia

### 2000
- Hoku de Hoku
  - "Another Dumb Blonde"
  - "Cheetah Love"
  - "Stand Up"
  - "What If"

### 2005
- Into the Rush de 78violet
  - "Chemicals React"
  - "Potential Breakup Song"
  - "Shine"
  - "Sticks and Stones"

### 2006
- Hannah Montana OST de Miley Cyrus
  - "If We Were A Movie"

- Adrienne Balion de Adrienne Balion
  - "Breakthrough"

- Acoustic Hearts of Winter de 78violet
  - All songs

- V de Vanessa Hudgens
  - "Come Back to Me"

### 2007
- High School Musical 2 de High School Musical
  - "Bet On It"

- Hannah Montana 2: Meet Miley Cyrus de Miley Cyrus
  - "See You Again"

- Sick Puppies de Sick Puppies
  - "All the Same"

### 2008
- The Cheetah Girls de The Cheetah Girls
  - "Our Time Is Here"
  - "What It Takes"

- David Archuleta  de David Archuleta
  - "You Can"
  - "Your Eyes Don't Lie"

### 2009
- Kiss & Tell de Selena Gomez & The Scene
  - "Naturally"

### 2010
- MSabella S.  de Isabella Swan
  - "Make you mine"
  - "So Much for You"
  - "Beautiful Mess"

- A Year Without Rain de Selena Gomez & The Scene
  - "Rock God"
  - "Off The Chain"

- Can't Be Tamed  de Miley Cyrus
  - "Who Owns My Heart"
  - "Can't Be Tamed"

- Sonny With a Chance de Demi Lovato
  - "Me, Myself and Time"

### 2011
- When the Sun Goes Down  de Selena Gomez & The Scene
  - "Love You Like a Love Song"
  - "My Dilemma"
  - "Outlaw"
- Unbroken de Demi Lovato
  - "You're My Only Shorty"